# Evaristo de Antoni

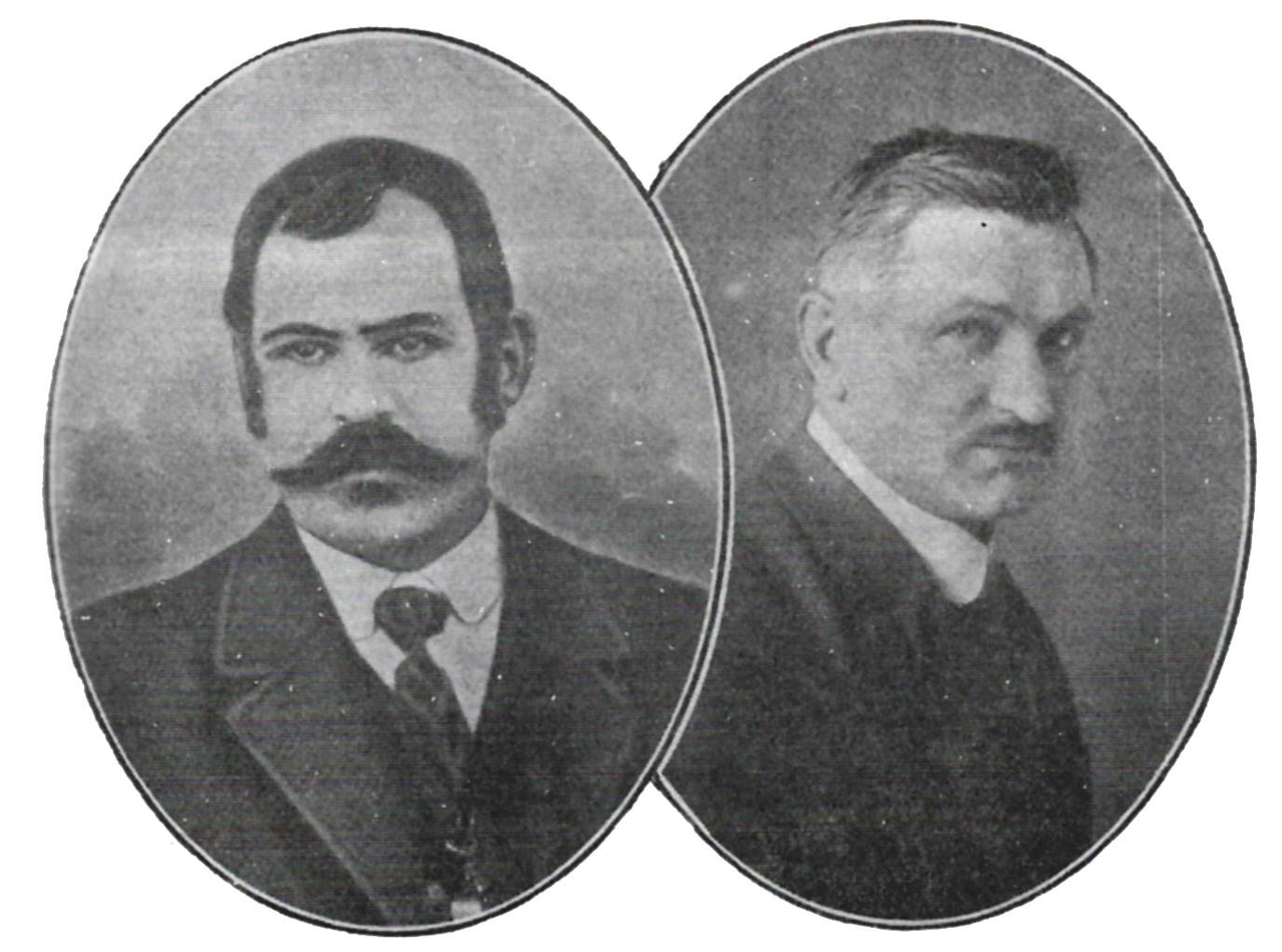
Alessandro e Evaristo de Antoni.

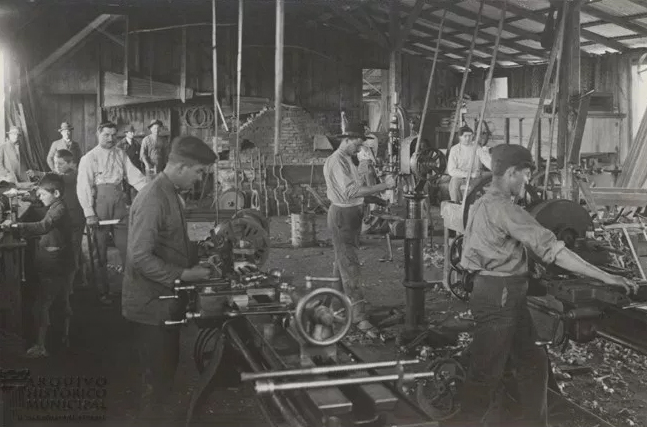
Detalhe do interior da Oficina Mecânica e Agrícola de Evaristo de Antoni.

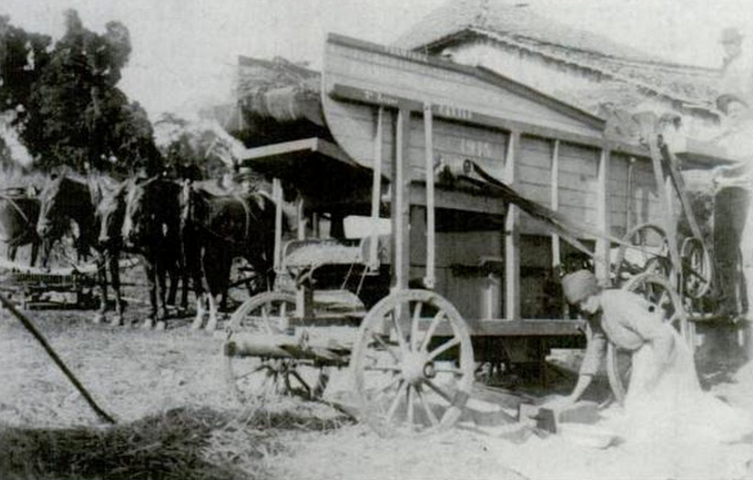
Trilhadeira fabricada pela sua indústria em 1915.

Evaristo de Antoni (Caxias do Sul, 1895 — Caxias do Sul, 23 de junho de 1954) foi um industrial brasileiro.
Era neto do imigrante italiano Antonio de Antoni, que chegou ao Brasil em 1889 vindo de Vicenza, nos primórdios da colonização italiana no Rio Grande do Sul, radicando-se na Colônia Caxias com seu filho Alessandro, onde em 1894 fundaram uma oficina mecânica. A empresa oferecia serviços de metalurgia e fundição muito essenciais na difícil época de instalação dos colonos, construía e reparava maquinários e equipamentos, e foi a primeira fábrica a produzir carretas na região, prosperando rapidamente. Alessandro ganhou reputação por sua inventividade, foi o criador de uma trilhadeira que recebeu medalha de ouro na Exposição Agropecuária de Porto Alegre de 1912, e seria chamado de "um artista de mérito".
Em 12 de novembro de 1913 Alessandro faleceu, quando desenvolvia planos para uma grande expansão na empresa. Tendo apenas 18 anos de idade, Evaristo assumiu os negócios sob a razão social de Oficina Mecânica e Agrícola de Evaristo de Antoni & Cia., sendo o responsável pela materialização dos altos sonhos paternos. Em 1908 iniciou a produção das primeiras trilhadeiras inteiramente brasileiras, em 1912 a empresa transferiu-se para novas e mais amplas instalações, onde, passando por novas transformações, prosperaria por mais de 90 anos. Em 1916 suas máquinas, balanças e carros receberam medalha de ouro na Exposição Agro-Industrial de Caxias. Em 1925 já havia conquistado uma posição de destaque na economia regional, recebendo um bom espaço no álbum comemorativo dos 50 anos da imigração publicado pelo Governo do Estado e o Consulado da Itália. Neste período na região colonial, e muito fortemente em Caxias, cristalizava-se uma identidade coletiva orgulhosa de suas façanhas e virtudes, reais ou pretensas, e também de suas raízes italianas, e assim não admira que tenha sido descrito no dito álbum em tom grandiloquente:
"Evaristo de Antoni é a personificação típica daquela engenhosidade multiforme e da fecunda operosidade cuja força tem origem no dinamismo evolutivo incoercível da raça, e que caracteriza assim tão estupendamente tantos dos nossos compatriotas, todos tão cheios de qualidades, todos sem escola, mas que se fizeram mestres em tantos ofícios e artes. De tal modo Evaristo de Antoni criou uma fama que ultrapassa os confins do estado, onde seu estabelecimento não tem concorrentes. Das carretas e carros de campanha, das colheitadeiras às balanças, dos diversos maquinários para o beneficiamento de madeira aos artefatos de fundição de toda espécie, tudo representa o tenaz e admirável esforço de trabalho e de engenho de um homem: o diretor-proprietário Evaristo de Antoni".
Evaristo foi também membro e conselheiro da Associação de Cultivadores de Viníferas, sócio da Companhia Siderúrgica do Brasil, membro da comissão organizadora da Festa da Uva de 1934, e mantinha um serviço de carros de aluguel.
Faleceu em 1954 em sua empresa, enquanto trabalhava. Deixava-a na condição de uma das principais da cidade. Gozando de "gerais simpatias" na comunidade, e sendo "vastamente relacionado", seu sepultamento atraiu uma multidão de admiradores. Seu obituário louvou sua dedicação à Capela de Santa Catarina, à qual devotara constante colaboração, sendo um dos promotores da criação da paróquia a partir do antigo curato, além de ser regente do coro da Capela, e foi salientado seu papel de primeiro plano na consolidação do conceito da empresa familiar em todo o estado. Foi casado com Amélia d'Agostini, deixando os filhos Alexandre, Ludovina, Maria, Armando, Dante, Aldo, Nair, Elsa e Francisco. Seu nome batizou uma escola e uma rua em Caxias.
Com o seu desaparecimento a empresa familiar foi reorganizada como a EDA, concentrando-se na produção de trilhadeiras, arados, grades, semeadeiras, plantadeiras e máquinas vinícolas. Na década de 1990 marcava presença internacional. Mais tarde, com nova reorganização, tornou-se a Dueville, especializada em fundidos para o mercado de autopeças, eletro-ferragem, tratores e implementos para transporte, com 80% da produção exportada para os Estados Unidos, e que foi extinta em 2008, tendo seu prédio histórico demolido. Em seu lugar surgiu a Fundifar, sediada em Farroupilha, voltada para a reciclagem, uma das maiores reaproveitadoras de ferro na região de Caxias do Sul.